# Francisco Ortiz de Ocampo
Francisco Antonio Ortiz de Ocampo (La Rioja, Imperio español; abril de 1771 - Famatina, Confederación Argentina; septiembre de 1840) fue un militar argentino, patriota de la Revolución de Mayo, primer general de la guerra de Independencia de la Argentina y gobernador de las provincias de Córdoba y de La Rioja.

## Inicios
Radicado en Buenos Aires desde principios del siglo XIX, se enroló en las milicias para la lucha contra las Invasiones Inglesas en 1806, y fue elegido capitán del regimiento de Arribeños, formado por gente del interior del país. Cuando el comandante de ese cuerpo murió en combate, pasó a ser su subjefe, y ascendió a comandante del cuerpo en enero de 1808, con el grado de coronel. 
Apoyó a Santiago de Liniers y Cornelio Saavedra durante la represión de la fracasada revolución de Martín de Álzaga en enero de 1809.
Fue partidario de la Revolución de Mayo y tuvo un papel destacado forzando al cabildo porteño a nombrar presidente de la Primera Junta a Saavedra.

## El primer general de las Provincias Unidas
En junio de 1810 fue puesto al mando del Ejército Auxiliar a las Provincias  —que luego sería el Ejército del Norte— y fue ascendido a general (Brigadier). Avanzó rápidamente con un pequeño contingente hacia Córdoba para sofocar la contrarrevolución dirigida por Liniers y Juan Gutiérrez de la Concha. Fue muy eficaz en arrestar a los dirigentes del grupo, incluido el obispo de Córdoba, Rodrigo de Orellana. Acompañaba la expedición una Comisión Representativa de la Junta que contaba a Ortiz de Ocampo (como Presidente de la misma), Hipólito Vieytes (Delegado del Gobierno), Feliciano Chiclana (Auditor de Guerra) y Vicente López y Planes (Secretario).
Pero se negó a ejecutar a los prisioneros, como le había ordenado la Junta por iniciativa del secretario Mariano Moreno. No solo los cordobeses le pidieron clemencia, sino que los mismos Liniers y Gutiérrez de la Concha eran sus amigos y compañeros de luchas desde 1806. Desobedeciendo las órdenes de la Junta, resolvió enviar los prisioneros a Buenos Aires para evitar ejecutar la orden de fusilamiento. Alarmada por el posible efecto del todavía muy popular Liniers en la capital, la Junta envió rápidamente a Juan José Castelli a hacerse cargo de las ejecuciones y a Antonio González Balcarce a reemplazar a Ocampo como jefe del Ejército.
Tras la ejecución de los reos en proximidades de Cruz Alta (Córdoba), Ocampo siguió como comandante nominal del Ejército hasta la batalla de Suipacha, pero Balcarce tenía el poder real. El cargo oficial lo asumió a principios de 1811.

## El gobernador
Castelli envió a Ocampo de regreso a Córdoba, para ejercer como gobernador.
Pero muy pronto bajó a la capital, ya que había sido elegido diputado por La Rioja a la Junta Grande. No tuvo casi actuación en la misma, sino que tomó el mando de un regimiento, que poco después adoptó el nombre de Regimiento Nro 2 de Infantería.
Cuando Saavedra marchó al norte, fue el comandante de armas de la ciudad y de la provincia de Buenos Aires. Después de la caída de la Junta, fue por corto tiempo gobernador militar de Rosario de Santa Fe. Fue uno de los jefes,  junto a José de San Martín, de la revolución del 8 de octubre de 1812, que derribó al Primer Triunvirato.
Después de la batalla de Salta fue designado gobernador de Chuquisaca. En noviembre de 1813 tuvo que huir por las derrotas sufridas por los patriotas primeramente en la Batalla de Vilcapugio y, seguidamente, en la Batalla de Ayohuma.
En febrero de 1814, el Director supremo de las Provincias Unidas del Río de la Plata Gervasio Posadas lo nombró gobernador de Córdoba. No tuvo una gobernación pacífica, por la oposición del partido de los hermanos Funes (autonomistas moderados), y al de José Javier Díaz y Juan Pablo Bulnes, (federales). Estos últimos llamaron en su auxilio a José Artigas; en realidad, Artigas no quería ni podía invadir Córdoba, pero escribió al gobernador una carta amenazando con hacerlo, lo que lo obligó a renunciar. En su lugar fue elegido José Javier Díaz.
Intentó organizar la recuperación de su mando desde La Rioja, pero tras fracasar se retiró a Mendoza. Allí colaboró con San Martín en la gobernación de Cuyo.

## La autonomía de La Rioja
En el año 1820, Ortiz de Ocampo formaba parte, junto a los catamarqueños Eusebio Gregorio Ruzo y Pío Isaac Acuña, de un movimiento destinado a desestabilizar al gobierno de La Rioja y colaborar en la resistencia catamarqueña a la República de Tucumán.
Cuando en ese año, La Rioja obtuvo su autonomía de la provincia de Córdoba (de la que dependía hasta entonces), Ocampo fue su primer gobernador. Este gobierno fue realmente muy malo; los opositores y muchos de sus aliados lo consideraron un tirano, pero no quisieron derrocarlo por miedo a volver a la obediencia cordobesa.
Después de mediados de ese año, la provincia fue invadida por un regimiento del Ejército de los Andes, sublevado, que pretendía pasar hacia Salta. Ocampo les negó el paso y salió a enfrentarlos; a pesar del valor del comandante del departamento de los Llanos, Facundo Quiroga, fueron derrotados en la Posta de los Colorados, en el sur de la provincia, el 26 de septiembre de 1820. Los rebeldes ocuparon la capital y se dedicaron a pelearse entre ellos, mientras Ocampo huía a Catamarca. Pocos días después, Quiroga regresó a la capital y derrotó a los rebeldes, pero nombró gobernador a Nicolás Dávila.
Dos años más tarde, llegaba al poder Facundo Quiroga en La Rioja. Ocampo se unió a la oposición, porque la llegada de los federales significaba el desplazamiento de las familias tradicionales, los Dávila, los Villafañe y los Ocampo. Pasó los siguientes años entre La Rioja y Córdoba. En esta provincia apoyó la llegada al poder del partido unitario, dirigido por el general José María Paz.
Estaba en Río Cuarto en 1830, cuando Quiroga hizo su campaña de Cuyo, y cayó prisionero del caudillo. El 23 de mayo, Quiroga ordenó la ejecución de los unitarios que tenía prisioneros, pero perdonó expresamente a Ocampo. Este regresó a su hacienda cerca de Famatina, donde pasó el resto de su vida.